# Sociedade de Propaganda de Portugal
A Sociedade de Propaganda de Portugal, também denominada Touring Club de Portugal, foi uma organização privada, pioneira na promoção do turismo em Portugal. Foi fundada em 1906 por Leonildo de Mendonça e Costa e outros elementos da burguesia lisboeta. Durante o seu período de atividade elaborou numerosos planos para melhoria das redes de transporte, urbanismo, conservação de monumentos e melhorias na hotelaria e serviços. No entanto, a sua ação foi limitada pela inexistência de parcerias com organismos públicos.